# 태풍 팁 (1979년)
태풍 팁(태풍 번호: 7920, JTWC 지정 번호: 23W, 국제명:TIP, 필리핀 기상청 지정 이름:Warling/와를링)은 열대 저기압 관측 사상 가장 낮은 기압을 기록했던 태풍이다.

## 태풍의 진행

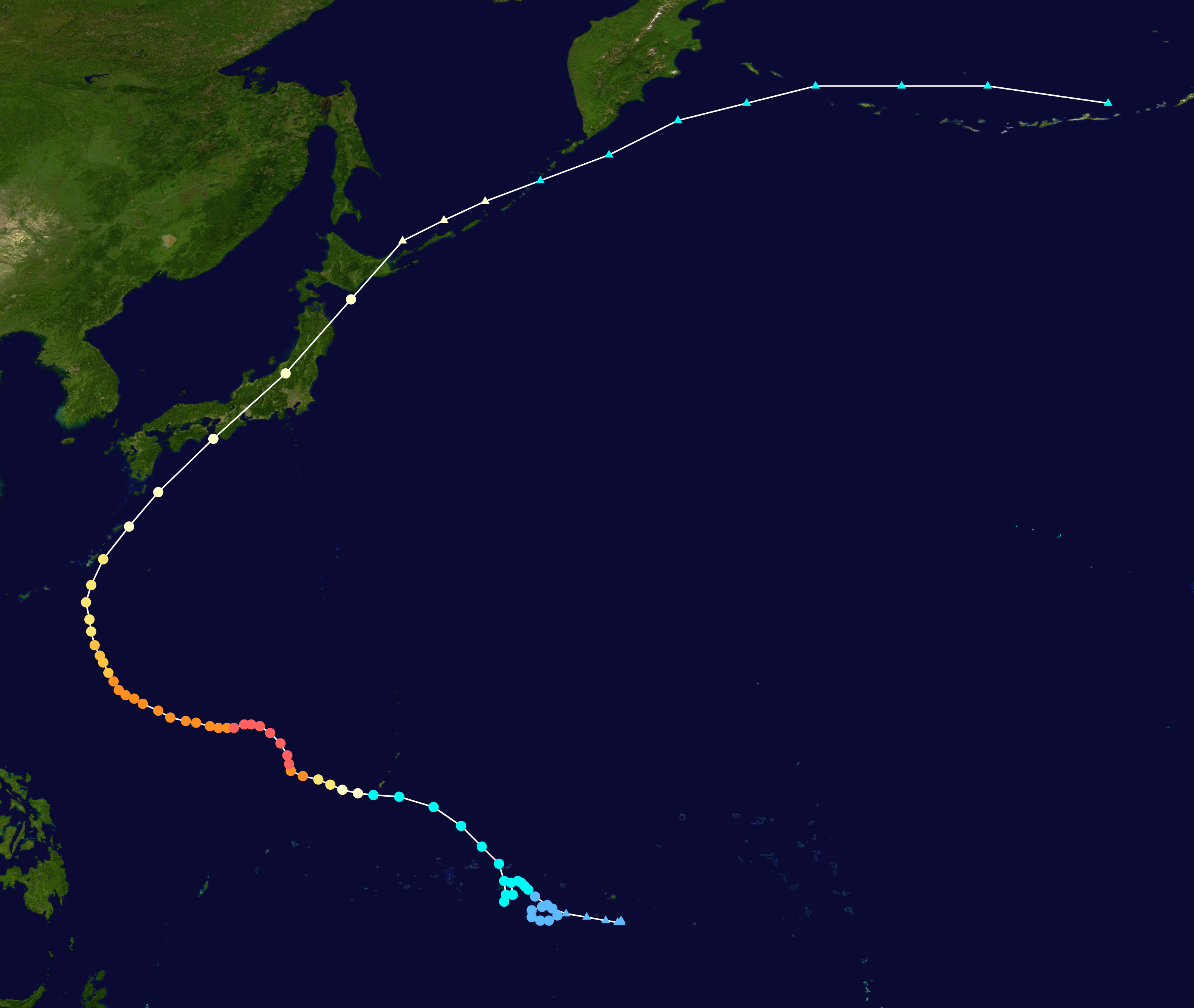
태풍 팁의 경로

태풍 팁의 시초가 된 열대 저기압이 1979년 10월 4일 폰페이섬 부근에서 발생하였다. 처음 태풍 팁은 열대 저기압 단계에서 매우 느린 속도로 발달했다. 그러나 북상하면서 본격적으로 발달하기 시작하여 괌을 지나면서부터 태풍 로저가 남긴 힘과 기류를 흡수하며 빠르게 발달하였다. 최성기를 맞았을 때는 중심기압은 870 hPa, 1분 평균 최대 풍속은 초속 85 m에 이르렀다. 이 기록은 태풍은 물론, 대서양의 허리케인이나 그 외 지역의 사이클론을 포함하더라도 가장 낮았다. 이 때 태풍 팁의 크기는 약 2,220 km에 이르렀다. 태풍은 북서진하면서 조금씩 약화되었고, 기압골의 영향으로 나중에는 진로를 동쪽으로 바꾸었다. 태풍 팁은 일본 남부에 10월 19일 상륙하였고, 곧 온대 저기압으로 변질되었다.

## 특징 및 피해
미국 공군 정찰대는 60가지의 임무 수행을 위해 태풍 속으로 비행하여 태풍을 관찰하였는데, 이는 역대 태풍 중 가장 가까이서 관찰한 사례 중 하나이다. 태풍으로부터 형성된 폭우는 가나가와현의 미국 해병대 훈련 캠프에 있던 홍수 방지 제방을 파괴하여 화재를 발생시켜 미군에 사망자 13명, 부상자 68명의 인명 피해를 일으켰다. 이외에 태풍은 일본 여러 지역에 홍수를 일으켜 42명의 사망자를 냈고, 연안에 있던 배들을 침몰시켜 44명의 인명 피해를 냈다.

## 기상학 관련
당시 존재했던 필리핀에서부터 마셜 제도까지 걸쳐 있던 계절풍 기류 내에서는 세 개의 기류 순환이 발생했다. 이 중 괌의 북동쪽으로 이동했던 것은 10월 3일 태풍(열대 폭풍) 로저로 발달했고, 같은 날 그 중 다른 한 개는 바로 나중에 태풍 팁으로 발전하는 대기 요란으로 발달했다. 적도를 가로질러 발생하던 강한 기류는 처음에는 태풍 로저에 지속적으로 유입되어, 태풍 팁으로 발달하게 될 다른 기류의 세력 발달을 둔화시켰다. 이런 태풍 발달에 불리한 기상 조건에도 불구하고, 폰페이 섬 부근에 존속하고 있던 대기 요란은 서쪽으로 이동하면서 점차 태풍으로 발달할 조짐을 보이기 시작했다. 이후 태풍 로저의 광범위한 순환 방식 때문에 이 기류는 추크 제도의 북동쪽에서 불규칙하고 느리게 태풍 고리를 형성해 나갔다. 태풍 탐지를 목적으로 하던 정찰대는 10월 4일이 되어서야 약한 세력의 기류가 존재함을 확인하였고, 10월 5일에는 미국 합동태풍경보센터에서 이 23번째 열대 저기압에 대해 첫 번째 경보를 발령했다.
로저의 영향으로 큰 세력을 형성하지 못했음에도, 추크 제도 부근에서 태풍 고리를 형성하면서 이 열대 저기압은 열대 폭풍 팁으로 격상되었다. 위성 사진으로부터 폭풍의 중심이 실제 위치로부터 60 km 떨어진 곳에 위치한 것으로 오판한 후, 정찰대는 표층 해류의 경로를 제공하였다. 불규칙적으로 이동하던 열대 폭풍은 10월 8일부터 북서진하기 시작했다. 이 무렵, 태풍 로저는 온대 저기압으로 변질되었고, 이로 인해 남향하게 된 기류가 열대 폭풍 팁으로 유입되었다. 게다가 중간권에서 괌의 북쪽으로 이동하던 기류가 팁의 북쪽에 대량의 유출 기류를 형성하였다. 처음 열대폭풍은 계속 북서진하여 괌에 상륙할 것으로 예상되었으나, 10월 9일 태풍은 방향을 좀 더 서쪽으로 바꾸어 괌의 남쪽을 통과하였다. 당일, 팁은 태풍으로 격상되었다.

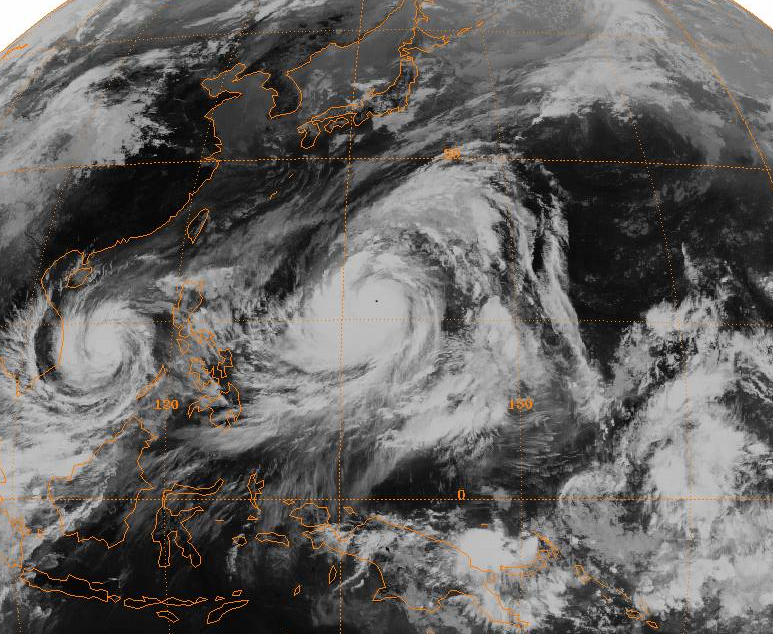
최성기를 맞기 직전 태풍 팁의 위성 사진

최적의 조건 속에서, 태풍 팁의 세력은 빠른 속도로 강화되었다. 10월 10일 태풍은 사피어-심프슨 허리케인 등급에서 4등급에 해당하는 세력으로 강화되었고, 다음 날 최상위 등급인 5등급의 슈퍼 태풍으로 최종 발달하였다. 태풍의 중심 기압은 10월 9일과 11일 사이 무려 92 hPa나 하강했으며, 같은 시기 태풍의 크기는 지름 2,220 km까지 증가하였다. 그럼에도 태풍의 발달은 멈추지 않았고, 10월 12일 오전 정찰대는 태풍 팁으로부터 870 hPa라는 기상 관측사상 최저 기압을 기록하였다. 당시 태풍 팁은 괌으로부터 북서쪽으로 840 km 떨어진 곳에 위치하였고, 1분간 최대 풍속은 시속 305 km였다. 일본 기상청의 관측에 따르면 최성기 태풍 팁의 10분간 최대 풍속은 시속 260 km, 태풍의 눈의 지름은 15 km에 달했다.
최성기를 맞은 후 태풍 팁은 시속 230 km의 풍속을 가진 태풍으로 약화되었고, 이 세력을 유지한 채 며칠 간 북서진을 계속했다. 최성기를 맞은 후 5일 간 태풍 내에서는 평균 시속 55 km를 넘는 풍속의 바람이 지름 1,100 km가 넘는 영역에 몰아쳤다. 10월 17일 태풍 팁은 다시 약해지기 시작하였고, 다음 날 기압골의 영향으로 방향을 북동쪽으로 바꾸기 시작했다. 오키나와 섬의 동쪽을 지난 후, 태풍은 시속 75 km로 빠르게 북상하기 시작하여, 10월 19일 태풍 팁은 일본 혼슈에 시속 130 km의 강풍을 동반하며 상륙했다. 상륙 후 태풍은 북동진을 계속하여 일본 열도를 통과했고, 통과한 지 몇 시간만에 온대 저기압으로 변질되었다. 이후에도 팁은 계속 북동진하며 계속해서 약화되었고, 10월 22일 날짜 변경선을 통과했다. 이후 태풍 팁은 알래스카주에 있는 알류샨 열도에서 마지막으로 관측되었다.

## 피해 내용

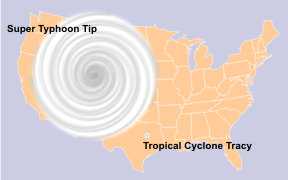
미국 본토와 태풍 팁, 그리고 사이클론 트레이시의 비교(각각 가장 컸던 태풍과 가장 작은 태풍 중 하나)

태풍 팁은 생성 초기에 이미 괌에 위치한 안데르센 공군 기지에 231 mm의 강수량을 기록하는 등 대량의 폭우를 동반한 바 있었다. 또 팁의 외부 강우대는 필리핀의 루손 섬 산지에 일정량의 비를 뿌렸다.
태풍으로부터 형성된 대량의 폭우는 가나가와현에 주둔해 있던 미국 해병대의 훈련 시설인 후지 캠프의 홍수 방지 제방을 파괴하였다. 당시 폭우에 대비해 캠프 내부에 있던 해병들은 연료 창고를 지어 놓았던 언덕에 위치한 오두막에 피신해 있는 상태다. 그러나 태풍으로 인해 두 개의 연료 주머니에 연결된 고무 호스가 이탈되었고 대량의 연료가 유출되었다. 유출된 연료는 언덕을 따라 흘러내렸고, 이것이 당시 해병들이 피신해 있던 오두막의 난방기와 접촉하면서 대량의 화재가 발생하였다. 결국 해병 13명이 사망했고 68명이 화상을 입었으며, 15개의 오두막과 여러 개의 막사들이 전소되는 등 각종 시설들도 파손되었다. 후에 막사는 재건되었으며, 여기에 태풍에 의한 사망자를 추모하는 기념비가 세워졌다.
방향을 북동쪽으로 전환하면서, 태풍 팁은 오키나와에서 동쪽으로 65 km 떨어진 곳을 지났다. 당시 최대 풍속은 시속 72 km에 달했으며, 순간 최대 풍속은 시속 112 km까지 측정되기도 했다. 일본에 상륙한 뒤의 풍속은 알려지지 않았지만, 당시의 세력은 최성기에 비해 크게 약해진 수준으로 알려졌다. 기압으로 측정해 보면 태풍 팁은 일본에 상륙할 당시 965 hPa였으며, 이 때부터 열도를 벗어나기 직전까지 강약을 반복하며 유지되었다. 이로 인해 각종 건축물과 어업 시설에 수십억 원의 재산 피해를 냈다. 8개의 선박들이 좌초되거나 침몰하였고, 44명의 어부들이 실종되거나 사망하였다. 또 중국 화물선 한 척이 태풍으로 인해 두동강났으나 당시 선내에 있던 46명의 선원들은 모두 구조되었다. 폭우로 인해 일본 내 산악 지대에 600건이 넘는 산사태를 발생시켰고 22,000채 이상의 가옥이 침수되었다. 일본 전역에서 42명이 사망하였으며, 71명이 실종되었고 283명이 부상당했다. 또 70곳이 넘는 하천 제방과 27개의 교각, 그리고 총 105개의 제방이 파괴되었다. 그리고 최소 11,000명이 거주지를 상실했다. 교통에 있어서는 200여 대의 열차가 운행 중지되었고 160여 개의 항공편이 결항되면서 큰 혼잡이 빚어졌다. 이와 같은 결과로, 태풍 팁은 13년 간 일본을 강타했던 태풍 중 최악의 태풍으로 기록되었다.

## 통계와 기록

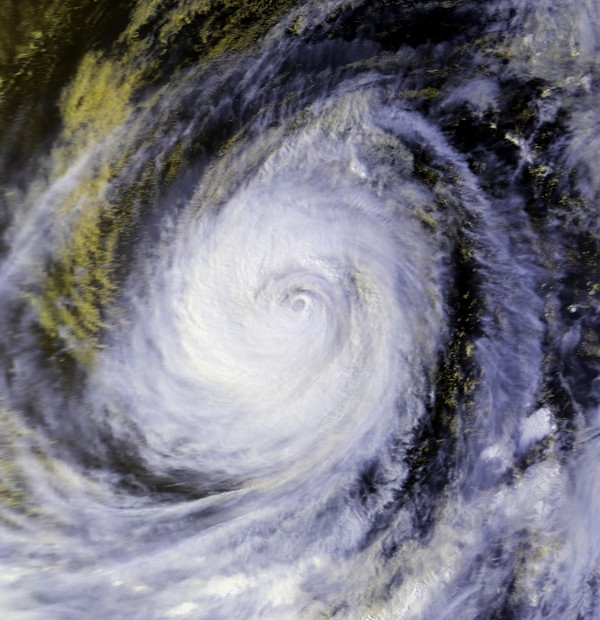
1979년 10월 14일의 태풍 팁.

태풍 팁은 지름 2,220 km로, 당시까지의 최대 기록을 경신했으며, 이는 그전까지 최고 기록이었던 1951년 8월의 태풍 마지의 기록이었던 1,130 km의 두 배에 달하는 수치였다. 이 때의 태풍 팁은 미국 본토의 절반에 달하는 크기였다. 태풍이 최성기를 맞았을 때, 눈 내부의 기온은 섭씨 30도였는데, 이는 유난히 높은 수치이다. 또 일본 기상청의 기록에 따르면 태풍 팁은 10분간 최대 풍속은 시속 260 km로, 모든 열대 저기압 중에서 가장 강력한 것이었다.
또한 태풍 팁은 870 hPa로 관측 사상 가장 낮은 기압을 기록했는데, 이는 이전까지 최저 기압 기록을 갖고 있던 1975년의 태풍 준의 수치인 875 hPa보다 5 hPa 낮은 수치였다. 이 기록은 41년이 지난 2020년 현재까지 깨지지 않고 있다. 1979년의 기록적인 강도와 피해에도 불구하고, 팁이라는 이름은 은퇴한 태풍 명단에 등재되지 않았다. 실제로 이 이름은 이후에도 1983년, 1986년, 그리고 1989년에 재사용되었다.

## 같이 보기
- 하이퍼케인

| 순위 | 태풍번호                                          | 태풍이름                                                            | 최대풍속 (10분 평균) |
| ---- | ------------------------------------------------- | ------------------------------------------------------------------- | -------------------- |
| 1위  | 5915 6118                                         | 베라 낸시                                                           | 150 kt               |
| 2위  | 5914 7920                                         | 사라 팁                                                             | 140 kt               |
| 3위  | 8210 1013 1330                                    | 베스 메기 하이옌                                                    | 125 kt               |
| 4위  | 8122 8221 8422 8522 9019 9128 1614 1618 2019 2102 | 엘시 맥 바네사 닷 플로 유리 므란티 차바 고니 수리개                 | 120 kt               |
| 5위  | 1328 1419 1422 1504 1513 1622 1825 1826 1923 2114 | 레끼마 봉퐁 하구핏 마이삭 사우델로르 하이마 콩레이 위투 할롱 찬투   | 115 kt               |
| 6위  | 0918 1216 1217 1319 1413 1420 1506 1521 1601 1822 | 멜로르 산바 즐라왓 우사기 제너비브 누리 노을 두쥐안 네파탁 망쿳     | 110 kt               |
| 7위  | 1808 1821 1824 1902 1909 1919 2010 2116 2122 2211 | 마리아 제비 짜미 우딥 레끼마 하기비스 하이선 민들레 라이 힌남노     | 105 kt               |
| 8위  | 1408 1507 1511 1515 1516 1524 1620 1721 1921 2121 | 너구리 돌핀 낭카 고니 앗사니 곳푸 송다 란 부알로이 냐토             | 100 kt               |
| 9위  | 1119 1418 1526 1527 1616 1621 1705 1718 1913 2009 | 날개 판폰 인파 멜로르 말라카스 사리카 노루 탈림 링링 마이삭         | 95 kt                |
| 10위 | 1324 1326 1409 1502 1509 1525 1610 1928 2018 2201 | 다나스 위파 람마순 히고스 찬홈 참피 라이언록 간무리 몰라베 말라카스 | 90 kt                |

| 순위 | 태풍번호       | 태풍이름            | 최대풍속 (1분 평균) |
| ---- | -------------- | ------------------- | ------------------- |
| 1위  | 6118           | NANCY               | 185 kt              |
| 2위  | 6124           | VIOLET              | 180 kt              |
| 3위  | 5822           | IDA                 | 175 kt              |
| 4위  | 1330 1614 2019 | HAIYAN MERANTI GONI | 170 kt              |
| 5위  | 1923 7920 2102 | HALONG TIP SURIGAE  | 165 kt              |
| 6위  | 1919 1013      | HAGIBIS MEGI        | 160 kt              |
| 7위  | 1821           | JEBI                | 155 kt              |
| 8위  | 1826           | WUTU                | 150 kt              |
| 9위  | 1902           | WUTIP               | 145 kt              |
| 10위 | 1626           | NOCK-TEN            | 140 kt              |